# ブルッキングス研究所
ブルッキングス研究所（ブルッキングスけんきゅうじょ、The Brookings Institution）は、アメリカ合衆国のシンクタンク。
1916年にロバート・S・ブルッキングスによって「政府活動研究所」として創立。その後経済研究所や公共政策大学院を統合して1927年に現在の体制となる。
フランクリン・ルーズベルトがニューディール政策を実行する際にはその叔父にあたるフレデリック・デラーノが理事会長だった関係でその政策形成に深く関わり、世界大恐慌の分析から大企業の寡占や資本集中・投機から生産能力が有効に使われず格差拡大をもたらしたと指摘した全四部から成る調査報告書（Capacity Studies）をまとめ上げた。一方でニューディールの「社会主義的」傾向には否定的で、全国復興庁の活動が市場原理に介入し過ぎると批判している。戦後は、国際連合の原型となった国際組織構築のための戦後対外政策諮問委員会への参画や、議会予算局の設置に関わっている。
中道・リベラル系のシンクタンクとして長い伝統と実績を残していて、特に民主党政権には政策的な影響を及ぼすと共に、人材を輩出してきた。一方で保守系とは対立することが多く、リチャード・ニクソンは政敵リスト（より正確には政敵マスター・リスト）の中にブルッキングス研究所の名前を挙げていた。一方でアメリカ同時多発テロ後には、ジョージ・スタインバーグとマイケル・オハンロンが中心となって国内での対テロ対策を強調した対テロ戦略構想をまとめている。
著名なメンバーでは、IBM会長だったフランク・キャリーやFRB議長だったベン・バーナンキがいる。

## 関連項目

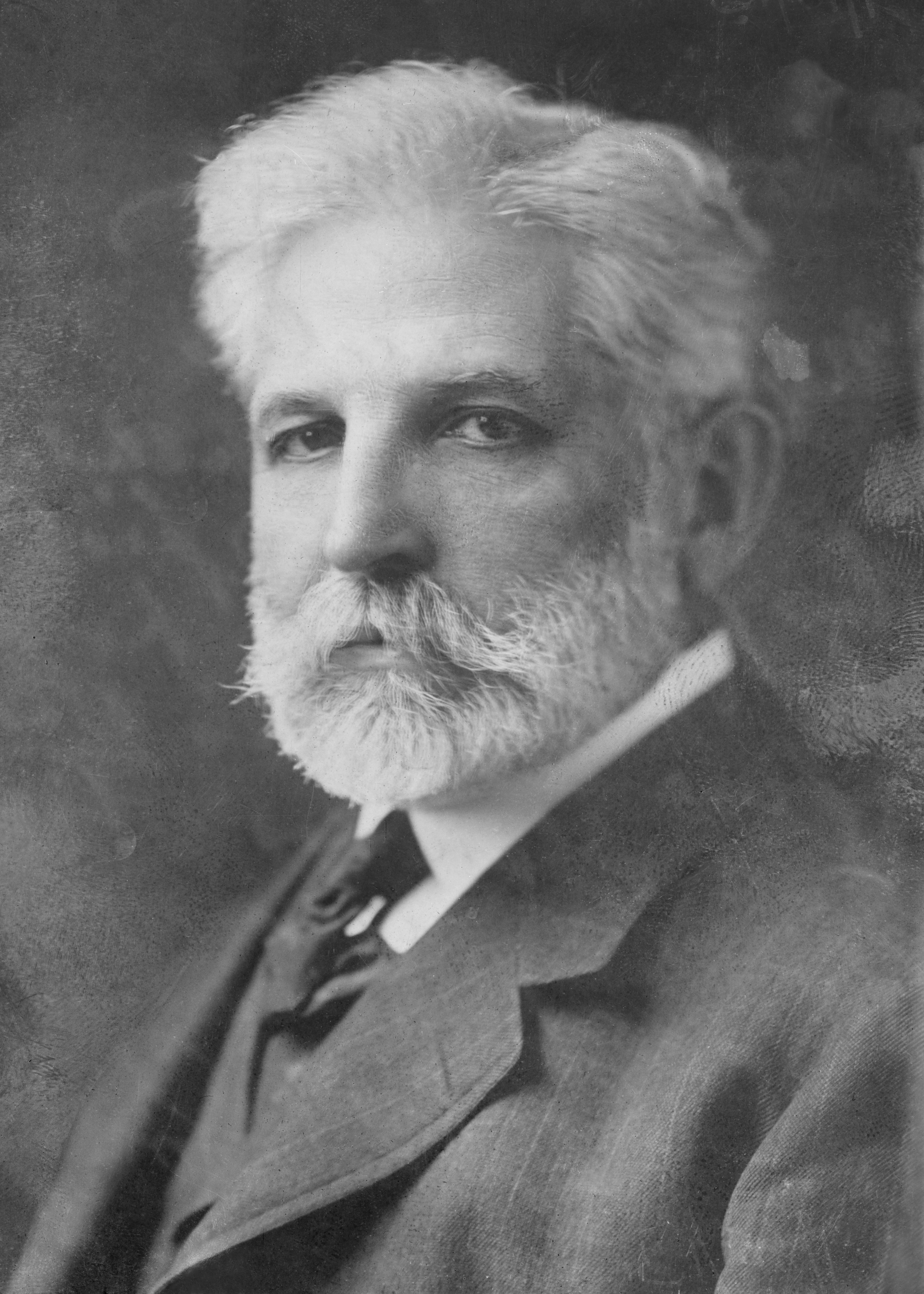
創設者　ロバート・S・ブルッキングス